# Thargelia ochrea
Thargelia ochrea är en fjärilsart som beskrevs av W. Warren 1910. Thargelia ochrea ingår i släktet Thargelia och familjen nattflyn. Inga underarter finns listade i Catalogue of Life.